# Mistrzostwa Polski w piłce wodnej mężczyzn
Mistrzostwa Polski w piłce wodnej mężczyzn – prowadzone cyklicznie – corocznie lub cosezonowo – rozgrywki, mające na celu wyłonienie najlepszej męskiej drużyny piłki wodnej w Polsce.
Premierowe mistrzostwa kraju w tej dyscyplinie zorganizowano w 1925, a pierwszym mistrzem została sekcja waterpolowa Jutrzenki Kraków. Najwięcej tytułów posiada sekcja piłki wodnej ŁSTW Łódź (16 końcowych triumfów).

## Mistrzowie Polski seniorów[1][2]
| 1925                                                                | Jutrzenka Kraków           | Cracovia                   |                     |
| 1926                                                                | Jutrzenka Kraków           | Cracovia                   | AZS Warszawa        |
| 1927                                                                | Jutrzenka Kraków           | AZS Warszawa               | Hakoah Bielsko      |
| 1928                                                                | Makkabi Kraków             | AZS Warszawa               |                     |
| 1929                                                                | Makkabi Kraków             | AZS Warszawa               | Hakoah Bielsko      |
| 1930                                                                | Makkabi Kraków             | AZS Warszawa               | Hakoah Bielsko      |
| 1931                                                                | Makkabi Kraków             | Cracovia                   | AZS Warszawa        |
| 1932                                                                | Makkabi Kraków             | EKS Katowice               | AZS Warszawa        |
| 1933                                                                | EKS Katowice               | AZS Warszawa               | Makkabi Kraków      |
| 1934                                                                | EKS Katowice               | AZS Warszawa               | Makkabi Kraków      |
| 1935                                                                | EKS Katowice               | AZS Warszawa               | Makkabi Kraków      |
| 1936                                                                | EKS Katowice               | AZS Warszawa               | Makkabi Kraków      |
| 1937                                                                | EKS Katowice               | AZS Warszawa               | Hakoah Bielsko      |
| 1938                                                                | TPG Giszowiec              | AZS Warszawa               | KSZO Ostrowiec Św.  |
| 1939 – rozgrywek nie dokończono z powodu wybuchu II wojny światowej |                            |                            |                     |
| 1940 – 1945 – MP nie odbyły się ze względu na działania wojenne     |                            |                            |                     |
| 1946                                                                | KSZO Ostrowiec Św.         | Cracovia                   |                     |
| 1947                                                                | Polonia Bytom              | Elektryczność Warszawa     | Cracovia            |
| 1948                                                                | Elektryczność Warszawa     | Polonia Bytom              | Pogoń Katowice      |
| 1949/50                                                             | Polonia Bytom              | Stal Ostrowiec Św.         | Legia Warszawa      |
| 1951 – MP nie odbyły się                                            |                            |                            |                     |
| 1952                                                                | OWKS Wawel Kraków          | CWKS Warszawa              | Gwardia Katowice    |
| 1953                                                                | CWKS Warszawa              | OWKS Kraków                | Gwardia Katowice    |
| 1954                                                                | CWKS Warszawa              | Gwardia Katowice           | Spójnia Poznań      |
| 1955                                                                | CWKS Warszawa              | Sparta Poznań              | Gwardia Katowice    |
| 1956                                                                | CWKS Warszawa              | Gwardia Katowice           | Sparta Poznań       |
| 1957                                                                | Legia Warszawa             | Polonia Bytom              | KSZO Ostrowiec Św.  |
| 1958                                                                | Legia Warszawa             | Polonia Bytom              | Orzeł Łódź          |
| 1959                                                                | Polonia Bytom              | Legia Warszawa             | KSZO Ostrowiec Św.  |
| 1960                                                                | Legia Warszawa             | Polonia Bytom              | KSZO Ostrowiec Św.  |
| 1961                                                                | Legia Warszawa             | Polonia Bytom              | KSZO Ostrowiec Św.  |
| 1962                                                                | Legia Warszawa             | Polonia Bytom              | Olimpia Poznań      |
| 1963                                                                | Legia Warszawa             | Polonia Bytom              | Arkonia Szczecin    |
| 1964                                                                | Polonia Bytom              | Legia Warszawa             | Arkonia Szczecin    |
| 1965                                                                | Legia Warszawa             | Arkonia Szczecin           | Polonia Bytom       |
| 1966                                                                | Arkonia Szczecin           | Legia Warszawa             | Polonia Bytom       |
| 1967                                                                | Arkonia Szczecin           | Legia Warszawa             | Ślęza Wrocław       |
| 1968                                                                | Arkonia Szczecin           | KSZO Ostrowiec Św.         | Legia Warszawa      |
| 1969                                                                | Arkonia Szczecin           | Legia Warszawa             | KSZO Ostrowiec Św.  |
| 1970                                                                | Arkonia Szczecin           | Ślęza Wrocław              | Legia Warszawa      |
| 1971                                                                | Arkonia Szczecin           | Legia Warszawa             | KSZO Ostrowiec Św.  |
| 1972                                                                | KSZO Ostrowiec Św.         | Anilana Łódź               | Arkonia Szczecin    |
| 1973                                                                | KSZO Ostrowiec Św.         | Arkonia Szczecin           | Anilana Łódź        |
| 1974                                                                | Arkonia Szczecin           | KSZO Ostrowiec Św.         | Ślęza Wrocław       |
| 1975                                                                | Arkonia Szczecin           | Anilana Łódź               | Legia Warszawa      |
| 1976                                                                | Arkonia Szczecin           | Legia Warszawa             | Stilon Gorzów Wlkp. |
| 1977                                                                | Stilon Gorzów Wlkp.        | Arkonia Szczecin           | Legia Warszawa      |
| 1978                                                                | Stilon Gorzów Wlkp.        | Arkonia Szczecin           | Legia Warszawa      |
| 1979                                                                | Arkonia Szczecin           | Stilon Gorzów Wlkp.        | KSZO Ostrowiec Św.  |
| 1980                                                                | Stilon Gorzów Wlkp.        | Arkonia Szczecin           | KSZO Ostrowiec Św.  |
| 1981                                                                | Stilon Gorzów Wlkp.        | Arkonia Szczecin           | Anilana Łódź        |
| 1982                                                                | Stilon Gorzów Wlkp.        | Legia Warszawa             | Anilana Łódź        |
| 1983                                                                | Stilon Gorzów Wlkp.        | KSZO Ostrowiec Św.         | Anilana Łódź        |
| 1984                                                                | Stilon Gorzów Wlkp.        | KSZO Ostrowiec Św.         | Anilana Łódź        |
| 1985                                                                | Stilon Gorzów Wlkp.        | KSZO Ostrowiec Św.         | Anilana Łódź        |
| 1986                                                                | Stilon Gorzów Wlkp.        | Anilana Łódź               | KSZO Ostrowiec Św.  |
| 1987                                                                | Stilon Gorzów Wlkp.        |                            |                     |
| 1988                                                                | Stilon Gorzów Wlkp.        | Anilana Łódź               | KSZO Ostrowiec Św.  |
| 1989                                                                | Stilon Gorzów Wlkp.        | Anilana Łódź               | KSZO Ostrowiec Św.  |
| 1990                                                                | Stilon Gorzów Wlkp.        | Anilana Łódź               | KSZO Ostrowiec Św.  |
| 1991                                                                | Stilon Gorzów Wlkp.        | Anilana Łódź               | KSZO Ostrowiec Św.  |
| 1992                                                                | Anilana Łódź               |                            |                     |
| 1993                                                                | Anilana Łódź               | KSZO Ostrowiec Św.         | Polonia Bytom       |
| 1994                                                                | KSZO Ostrowiec Św.         | Anilana Łódź               | Arkonia Szczecin    |
| 1995                                                                | KSZO Ostrowiec Św.         | Arkonia Szczecin           | Polonia Bytom       |
| 1996                                                                | Stilon Gorzów Wlkp.        | Anilana Łódź               | Polonia Bytom       |
| 1997                                                                | KSZO Ostrowiec Św.         | MKP Gorzów Wlkp.           | Anilana Łódź        |
| 1998                                                                | KSZO Ostrowiec Św.         | Anilana Łódź               | MKP Gorzów Wlkp.    |
| 1999                                                                | Anilana Łódź               |                            |                     |
| 2000                                                                | Anilana Łódź               | MKP Gorzów Wlkp.           | KSZO Ostrowiec Św.  |
| 2001                                                                | KSZO Ostrowiec Św.         | ŁSTW Łódź                  | MKP Gorzów Wlkp.    |
| 2002                                                                | ŁSTW Łódź                  | MKP Gorzów Wlkp.           | Arkonia Szczecin    |
| 2003                                                                | ŁSTW Łódź                  | MKP Gorzów Wlkp.           | KSZO Ostrowiec Św.  |
| 2004                                                                | ŁSTW Łódź                  | Arkonia Szczecin           | UKPW 44 Warszawa    |
| 2005                                                                | ŁSTW Łódź                  | Arkonia Szczecin           | Polonia Bytom       |
| 2006                                                                | ŁSTW Łódź                  | Arkonia Szczecin           | Polonia Bytom       |
| 2007                                                                | ŁSTW Łódź                  | Arkonia Szczecin           | UKPW 44 Warszawa    |
| 2008                                                                | Arkonia Szczecin           | ŁSTW Łódź                  | UKPW 44 Warszawa    |
| 2009                                                                | ŁSTW Łódź                  | Arkonia Szczecin           | UKPW 44 Warszawa    |
| 2010                                                                | ŁSTW Łódź                  | Arkonia Szczecin           | UKPW 44 Warszawa    |
| 2011                                                                | ŁSTW Łódź                  | Arkonia Szczecin           | UKPW 44 Warszawa    |
| 2012                                                                | Arkonia Szczecin           | ŁSTW Łódź                  | Waterpolo Poznań    |
| 2013                                                                | ŁSTW Łódź                  | Arkonia Szczecin           | Waterpolo Poznań    |
| 2014                                                                | ŁSTW Łódź                  | Waterpolo Poznań           | Arkonia Szczecin    |
| 2015                                                                | ŁSTW Łódź                  | Waterpolo Poznań           | Legia Warszawa      |
| 2016                                                                | Arkonia Szczecin           | Waterpolo Poznań           | ŁSTW Łódź           |
| 2017                                                                | ŁSTW Łódź                  | Waterpolo Poznań           | Arkonia Szczecin    |
| 2018                                                                | ŁSTW Łódź                  | Polonia Bytom              | Legia Warszawa      |
| 2019                                                                | ŁSTW Łódź                  | Polonia Bytom              | Arkonia Szczecin    |
| 2020                                                                | Polonia Bytom              | ŁSTW Łódź                  | Alfa Gorzów Wlkp.   |
| 2021                                                                | AZS Uniwersytet Warszawski | Polonia Bytom              | ŁSTW Łódź           |
| 2022                                                                | ŁSTW Łódź                  | AZS Uniwersytet Warszawski | Waterpolo Poznań    |
| 2023                                                                | AZS Uniwersytet Warszawski | Polonia Bytom              | Alfa Gorzów Wlkp.   |
| 2024                                                                | AZS Uniwersytet Warszawski | Alfa Gorzów Wlkp.          | Polonia Bytom       |
| 2025                                                                | AZS Uniwersytet Warszawski | Alfa Gorzów Wlkp.          | ŁSTW Łódź           |

## Statystyki
| Liczba tytułów | Nazwa klubu                  | Lata triumfów                                                                                  |
| -------------- | ---------------------------- | ---------------------------------------------------------------------------------------------- |
| 16             | ŁSTW Łódź                    | 2002, 2003, 2004, 2005, 2006, 2007, 2009, 2010, 2011, 2013, 2014, 2015, 2017, 2018, 2019, 2022 |
| 15             | Stilon Gorzów Wielkopolski   | 1977, 1978, 1980, 1981, 1982, 1983, 1984, 1985, 1986, 1987, 1988, 1989, 1990, 1991, 1996       |
| 13             | Arkonia Szczecin             | 1966, 1967, 1968, 1969, 1970, 1971, 1974, 1975, 1976, 1979, 2008, 2012, 2016                   |
| 11             | Legia Warszawa               | 1953, 1954, 1955, 1956, 1957, 1958, 1960, 1961, 1962, 1963, 1965                               |
| 8              | KSZO Ostrowiec Świętokrzyski | 1946, 1972, 1973, 1994, 1995, 1997, 1998, 2001                                                 |
| 5              | EKS Katowice                 | 1933, 1934, 1935, 1936, 1937                                                                   |
| 5              | Makkabi Kraków               | 1928, 1929, 1930, 1931, 1932                                                                   |
| 5              | Polonia Bytom                | 1947, 1950, 1959, 1964, 2020                                                                   |
| 4              | Anilana Łódź                 | 1992, 1993, 1999, 2000                                                                         |
| 4              | AZS Uniwersytet Warszawski   | 2021, 2023, 2024, 2025                                                                         |
| 3              | Jutrzenka Kraków             | 1925, 1926, 1927                                                                               |
| 2              | TP Katowice-Giszowiec        | 1938, 1939                                                                                     |
| 1              | Elektryczność Warszawa       | 1948                                                                                           |
| 1              | OWKS Kraków                  | 1952                                                                                           |

## Statystyki osobowe[5]

### Najlepsi strzelcy w poszczególnych sezonach
| sezon | imię i nazwisko                                | klub                                                | liczba bramek |
| ----- | ---------------------------------------------- | --------------------------------------------------- | ------------- |
| 2001  | Grzegorz Knap                                  | ŁSTW Łódź                                           | 23            |
| 2002  | Vadym Skuratov                                 | ŁSTW Łódź                                           | 44            |
| 2003  | Piotr Wójcik                                   | KSZO Ostrowiec Świętokrzyski                        | 33            |
| 2004  | Piotr Wójcik Maciej Drzewiński Jarosław Terała | KSZO Ostrowiec Świętokrzyski ŁSTW Łódź              | 27            |
| 2005  | Vadym Skuratov                                 | ŁSTW Łódź                                           | 13            |
| 2006  | Vadym Skuratov                                 | ŁSTW Łódź                                           | 23            |
| 2007  | Vadym Skuratov                                 | ŁSTW Łódź                                           | 30            |
| 2009  | Piotr Wójcik                                   | Arkonia Szczecin                                    | 19            |
| 2010  | Robert Sekuła                                  | Arkonia Szczecin                                    | 39            |
| 2011  | Jan Bakulo                                     | UKPW 44 Warszawa                                    | 67            |
| 2012  | Michał Bar                                     | ŁSTW Łódź                                           | 91            |
| 2013  | Michał Bar                                     | ŁSTW Łódź                                           | 73            |
| 2014  | Paweł Wielogórski                              | DSW Waterpolo Poznań                                | 71            |
| 2015  | Jan Bakuło                                     | Legia Warszawa                                      | 82            |
| 2016  | Piotr Michalski                                | ŁSTW Łódź                                           | 95            |
| 2017  | Piotr Michalski                                | ŁSTW Łódź                                           | 61            |
| 2018  | Oskar Szymonik                                 | KS Waterpolo Poznań                                 | 80            |
| 2019  | Piotr Michalski                                | ŁSTW Łódź                                           | 70            |
| 2020  | Aleksander Ozga                                | KSZO Ostrowiec Świętokrzyski                        | 34            |
| 2021  | Przemysław Brończyk                            | Alfa Gorzów Wielkopolski                            | 73            |
| 2022  | Andrzej Maciejewski Przemysław Brończyk        | AZS Uniwersytet Warszawski Alfa Gorzów Wielkopolski | 50            |
| 2023  | Messan Moore                                   | AZS Uniwersytet Warszawski                          | 55            |
| 2024  | Bartłomiej Kowalewski                          | KS Waterpolo Poznań                                 | 64            |
| 2025  | Mateusz Bomba                                  | Polonia Bytom                                       | 50            |